# Onthophagus frankenbergeri
Onthophagus frankenbergeri là một loài bọ cánh cứng trong họ Bọ hung (Scarabaeidae).